# Porta i finestra de la Casa Jeroni Pérez
La Casa Jeroni Pérez és un edifici del municipi de Girona. La porta i la finestra formen part de l'Inventari del Patrimoni Arquitectònic de Catalunya.

## Descripció
És una casa que té una llinda planera amb la inscripció: IANUA HEC CO[N]STRUC[T]A FUT EXPE[N]SIS / R.DI HIERONYMI PEREZ P.RI OBT[I]NE[N]TIS / B.M P.M S.TI DOMIN[I]CI SEDIS GERUN[DAE] CUIUS / EST DOM.O DE 31 MAIJ ANNO MDCCXXIX. Al seu damunt, finestra amb creu i data 1729. És de llinda planera i guardapols de llosana. Estan inclosos en una casa de planta baixa i tres pisos, i que és l'única del carrer amb una composició clara, en vertical, de finestres de llinda planera i reduint la mida segons la planta. De quatre obertures per planta.